# Baffie
Baffie är en kommun i departementet Puy-de-Dôme i regionen Auvergne-Rhône-Alpes i centrala Frankrike. Kommunen ligger i kantonen Viverols som tillhör arrondissementet Ambert. År 2022 hade Baffie 111 invånare.

## Befolkningsutveckling
Antalet invånare i kommunen Baffie
| Referens: INSEE |